# Damaliscus
Damaliscus è un genere di antilopi della famiglia Bovidae ( sottofamiglia Alcelaphinae). Possiedono corna generalmente anellate che sovente superano il mezzo metro di lunghezza. L'altezza di tali antilopi al garrese è compresa tra il metro e il metro e mezzo. Sono animali tipici dell'Africa subsahariana e prediligono le zone semiaride della savana, pur non disdegnando ecosistemi più rigogliosi.
In questo genere vengono attualmente classificate solo due specie, il topi, Damaliscus lunatus, e il bontebok, Damaliscus pygargus. Entrambi sono antilopi africane relativamente robuste, ma molto veloci.